# 제이 앨러드

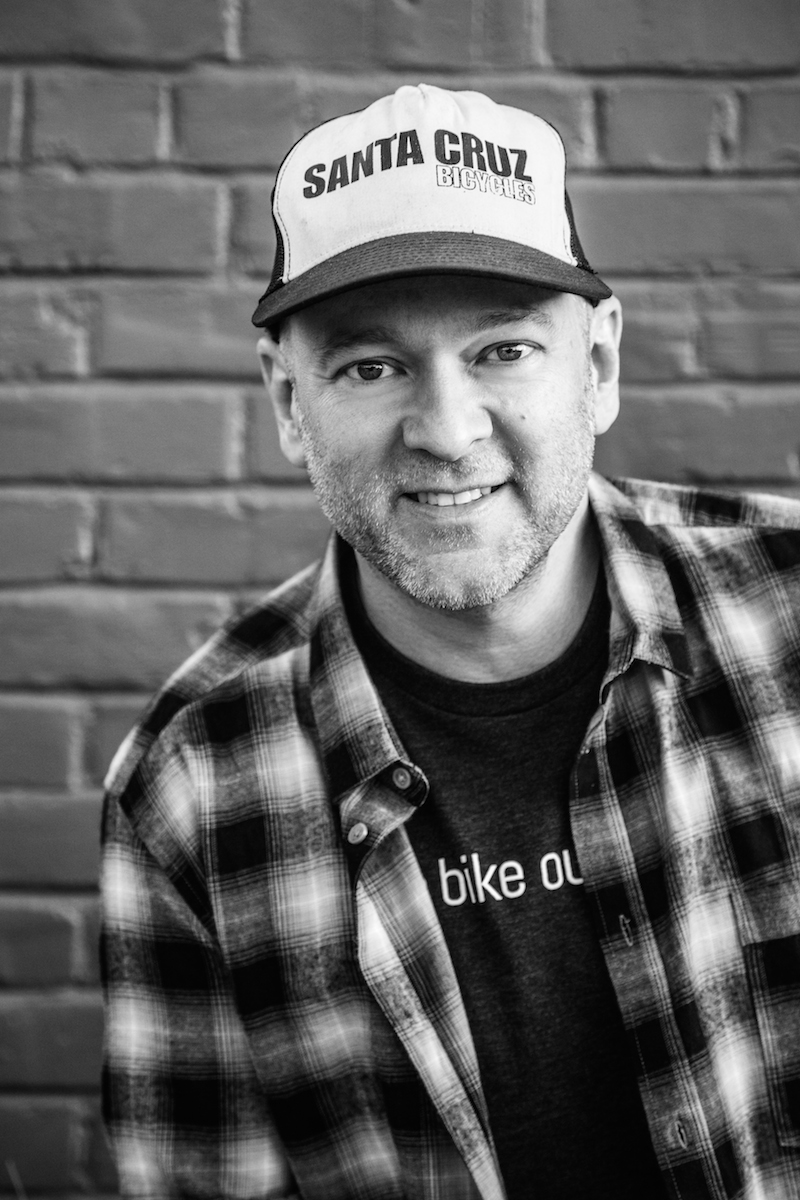

제이 앨러드(영어: J Allard, 1969년 1월 12일 ~ )는 마이크로소프트의 전 최고경영자 겸 최고기술경영자이다. 준(ZUNE)과 엑스박스의 개발을 진행하였다.

## 학력
- 보스턴 대학 컴퓨터 과학 학사